# Oedaloj-klasse
De Oedaloj-klasse is een NAVO-codenaam voor schepen van het Projekt 1155 (Russisch: Большие противолодочные корабли проекта 1155). Het is een serie van torpedobootjagers gebouwd voor de Marine van de Sovjet-Unie. Ze zijn in Rusland bekend als Project 1155 Fregat (fregatvogels). Project 1155 gaat terug naar de jaren 70 toen besloten werd dat het te duur was om grote breed inzetbare oorlogsschepen te bouwen. Het concept van een gespecialiseerd oppervlakteschip werd gemaakt door ontwerpers van het Severnoja-ontwerpbureau, die kwamen met twee verschillende typen oorlogsschepen; Project 956 "torpedobootjager" en Project 1155 "groot anti-onderzeebootschip". Over het algemeen zijn ze gelijk aan de Amerikaanse Spruance-klasse destroyers en AEGIS-kruisers, al is er binnen de klasse variatie in bewapening en radaruitrusting. Gebaseerd op de Krivak-klasse en met de nadruk op de rol als onderzeebootjager, hadden deze schepen weinig lucht- en oppervlakteafweer.

## Oedaloj II
Na de indienstneming van de Oedalojs begonnen de ontwerpers met aan een moderniseringspakket in 1982 voor meer uitgebalanceerde mogelijkheden. Het "Project 1155.1 Fregat II klasse groot ASW schip" (NAVO-codenaam:Udaloy II), Ruslands enige breed inzetbare torpedobootjager, is bedoeld als tegenhanger van de Amerikaanse Arleigh Burke-klasse. De Oedaloj II is aangepast door de vervanging van de SS-N-14 raketten door SS-N-22 raketten, waarmee de rol meer richting oppervlakteschepen verschoof, waarbij de capaciteiten voor de jacht op onderzeeboten wel gelijk bleven door de mogelijkheid tot het lanceren van SS-N-15 raketten vanuit de torpedobuizen. Andere aanpassingen zijn onder meer een verbeterd zelfverdedigingssysteem met de toevoeging van een CIWS-systeem. Daarnaast kreeg het extra luchtafweersystemen. Aangedreven door moderne gasturbines werd het uitgerust met verbeterde sonars, een geïntegreerd luchtverdedigingsvuurleidingssysteem en een aantal digitale elektronische systemen met moderne componenten.

## Schepen
- Oedaloj I-klasse
  - Oedaloj (1980) - uit dienst, gesloopt te Moermansk in 2002
  - Viceadmiraal Koelakov (1980) - Noordelijke Vloot
  - Maarschalk Vasiljevski (BPK 499) (1982)
  - Admiraal Zacharov (1982) - vloog in brand 1992 en is gesloopt
  - Admiraal Spiridonov (1983) - uit dienst
  - Admiraal Triboets (1983) - Pacifische Vloot, vloog in brand in 1991, maar kwam terug in dienst
  - Maarschalk Sjaposjnikov (BPK 543) (1985) - Pacifische Vloot
  - Severomorsk (1985) - Noordelijke Vloot
  - Admiraal Levtsjenko (BPK 605) (1987) - Noordelijke Vloot
  - Admiraal Vinogradov (BPK 405) (1987) - Pacifische Vloot
  - Admiraal Charlamov (1988) - Noordelijke Vloot, in reserve, 2006
  - Admiraal Pantelejev (BPK 548) (1990) - Pacifische Vloot
- Oedaloj II-klasse
  - Admiraal Tsjabanenko (BPK 437) (1995) - Noordelijke Vloot
  - Admiraal Basisty (gesloopt tijdens bouw)
  - Admiraal Koetsjerov (nooit te water gelaten)